# 마닐라 LRT 1호선
마닐라 LRT 1호선(영어: Manila Light Rail Transit System Line 1, 필리핀어: Unang Linya ng Sistema ng Magaang Riles Panlulan ng Maynila)는 필리핀 마닐라 도심부 및 그의 주변도심부인 메트로 마닐라에 있는 도시철도 계통의 하나이다.

## 역사
1984년경, 바클라란 ~ 유나이티드 네이션 역을 시작으로, 필리핀 내에서 최초로 도시철도 운행 계통이 개통되었다. 이후 1년 뒤인 1985년 경에는, 유나이티드 네이션 - 모뉴멘토 역이 추가적으로 개통되었다. 2010년에는 각각 발린타왁, 루즈벨트 역이 추가적으로 개통되어 지금에 이르고 있다.

## 특징
마닐라 시내를 남북으로 연결하는 노선으로, 리잘 공원, 세계 보건 기구 서태평양 지부와 같은 시설 및 건물들이 노선 연선에 위치해 있다. 
 공식적인 노선색은 ●초록색으로 되어 있으나, 1984년부터 쓰였던
●노란색 또한 사용되는 경우도 있다.

## 경로

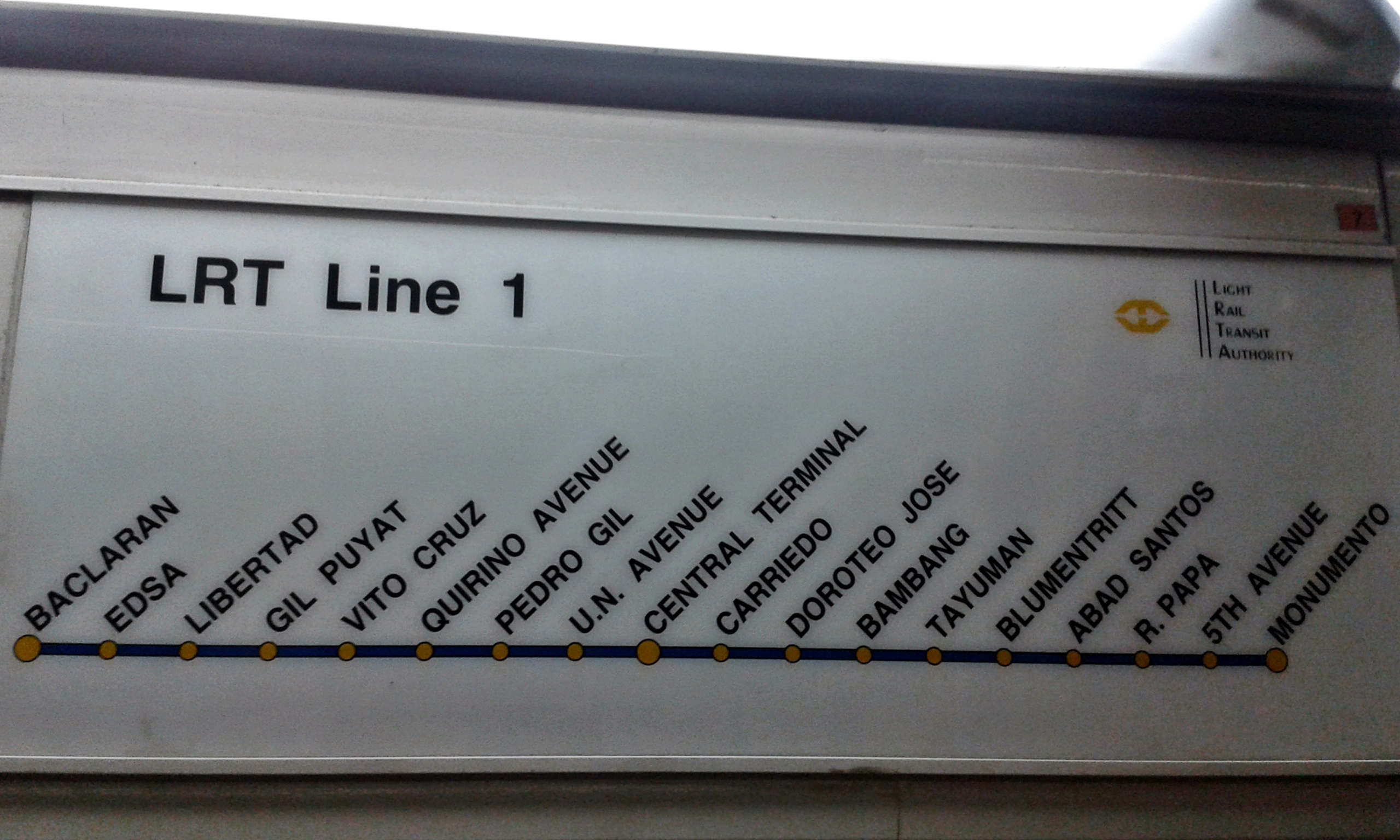
2세대 LRV 내부의 기존 1호선 노선도.

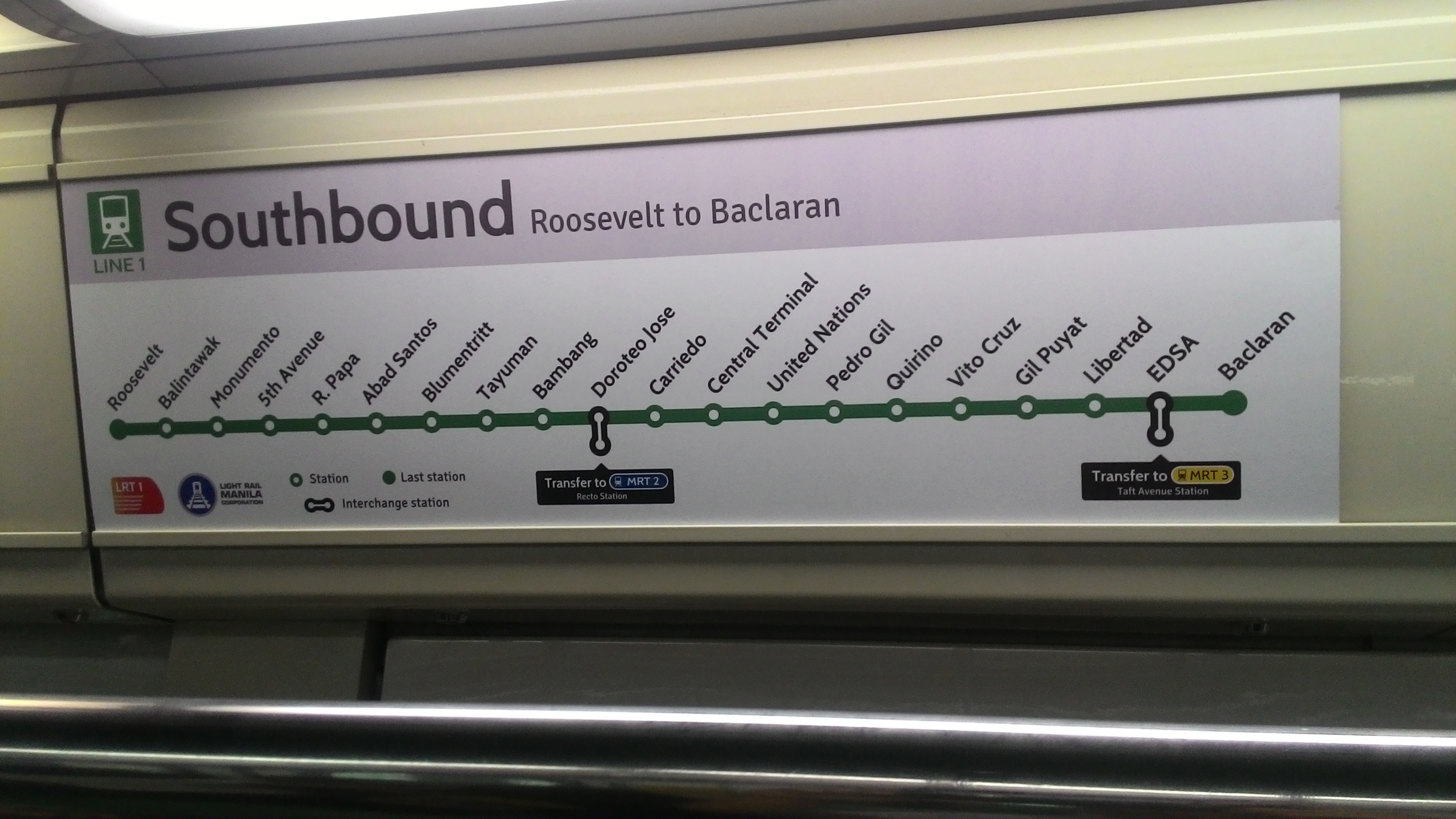
3세대 LRV 내부의 신규 1호선 노선도. PNR, 2호선, 3호선 환승 정보도 포함된다.

1호선은 주로 태프트 애비뉴(Taft Avenue, 방사형 도로 제2호선)의 경로에 맞춰 직선 거리로 이어져 있다. 나중에 태프트 애비뉴 종점을 지나고 리잘 애비뉴(Rizal Avenue) 및 리잘 애비뉴 연장선(방사형 도로 제9호선) 으로 이동한 후 EDSA 또는 원주 도로 4(C-4 도로)에서 우회전하다가 북, 서 애비뉴와 EDSA의 모퉁이에서 끝난다.

### 역

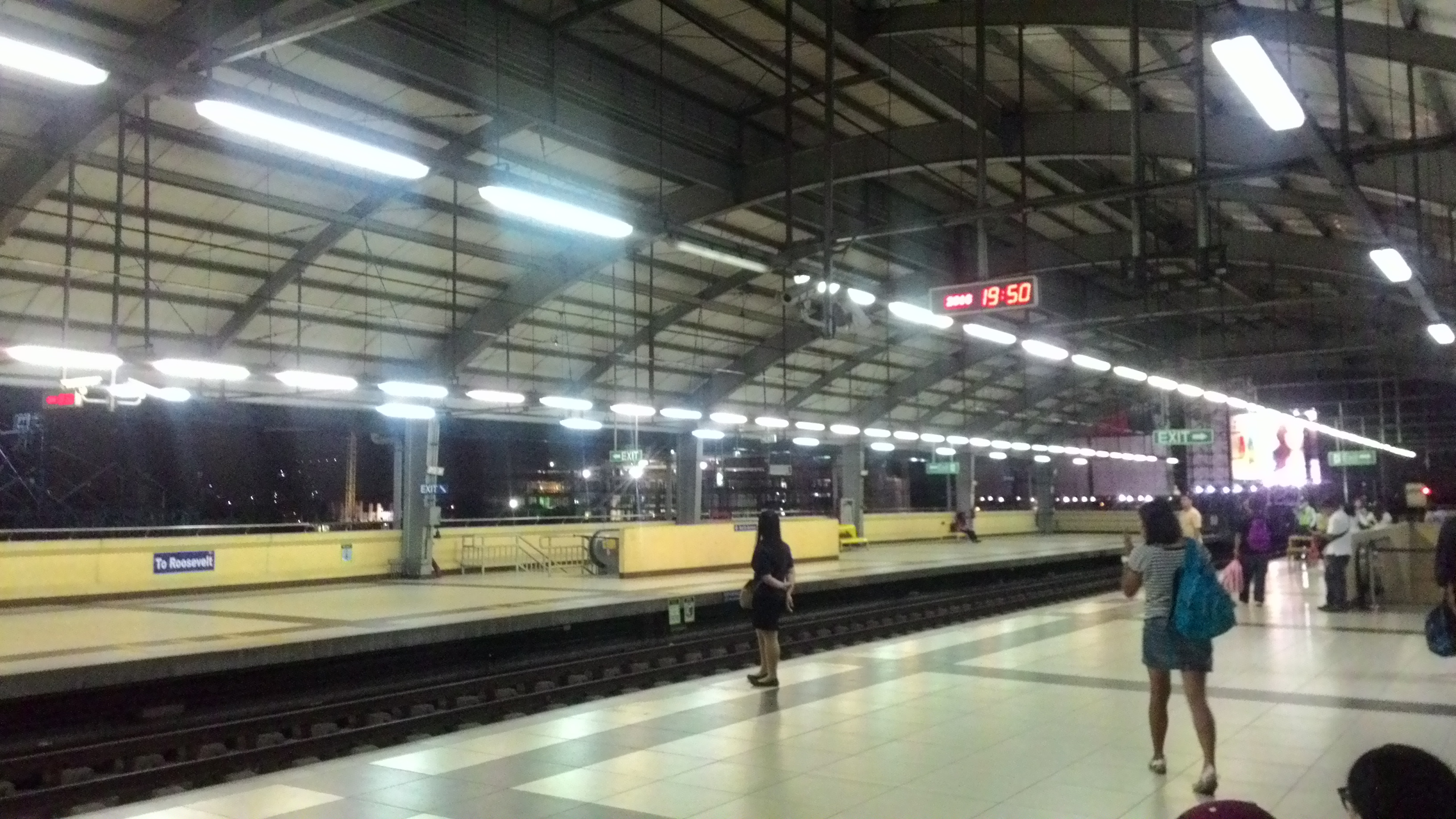
케손 시티내의 발린타왁역.

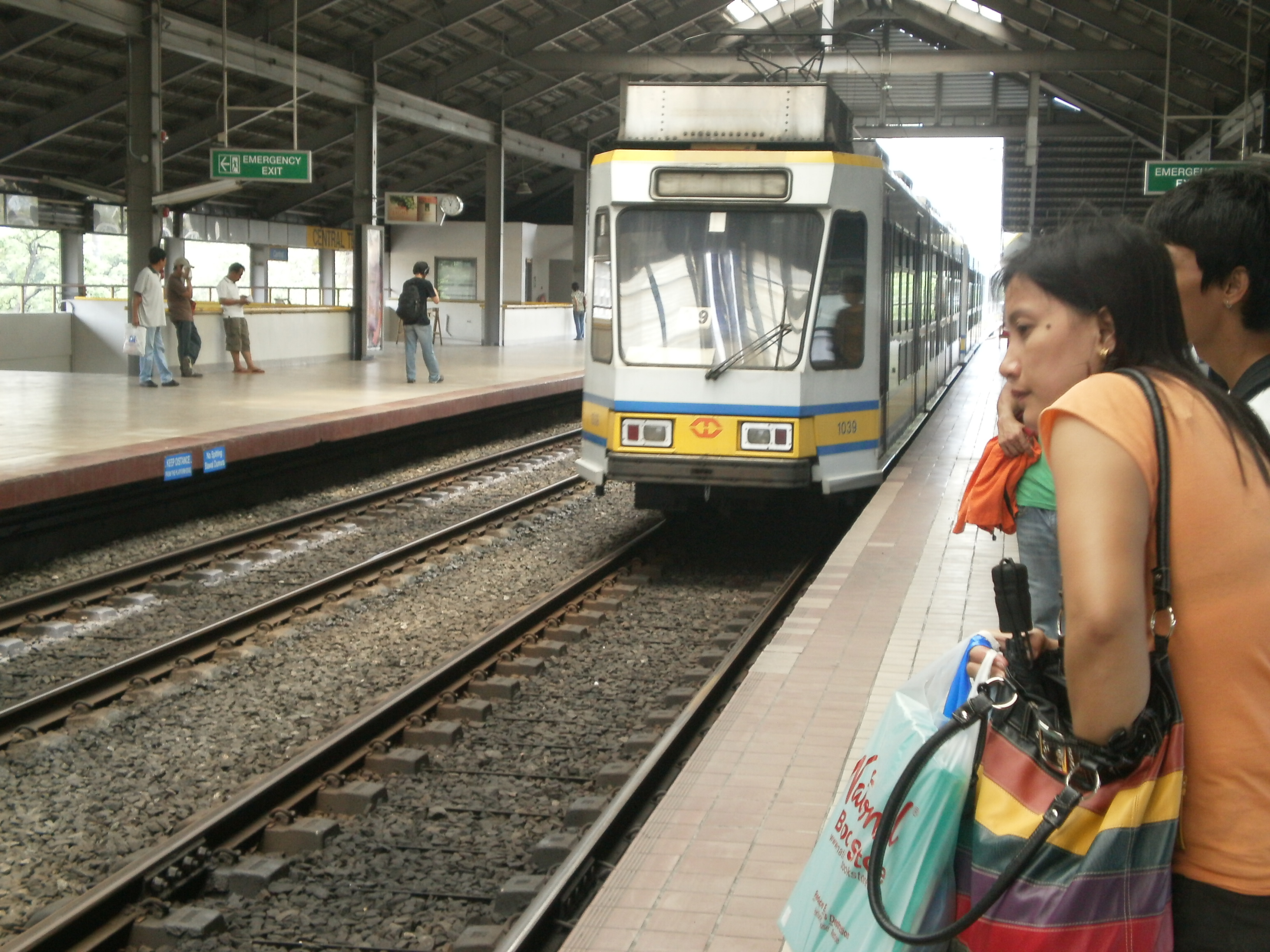
센트럴 터미널 역

이 노선에는 20개의 역이 운행된다. 21번째 역은 아직 건설되지 않았다. 바클라란Baclaran 남쪽에 1호선 남부연장사업의 일부로 8개 역이 추가 건설된다.
이전에 제안된 역인 칼로오칸의 말바르역은 모뉴멘토역과 발린타왁역 사이에 위치한 북쪽 연장선의 건설 중에 제안되었고, 칼로오칸 시의 관할 구역에서 전체 연장선의 건설 중에 협상 대상이 되었다. 그러나, 계획된 말바르역은 아키노 행정부에 의해 완전히 보류되었다.
| 역명(한국어)                                | 역명(영어)                    | 구간거리 (km) | 누적거리 (km) | 연결 교통                                                     | 소재지          |
| ------------------------------------------- | ----------------------------- | ------------- | ------------- | ------------------------------------------------------------- | --------------- |
| 노스 트라이앵글 커먼 역                     | North Triangle Common Station | —             | —             | 3 MRT 3호선 7 MRT 7호선 9 메트로 마닐라 지하철, EDSA 버스웨이 | 케손 시티       |
| 페르난도 포 주니어                          | Fernando Poe Jr.              | —             | 0.000         | —                                                             | 케손 시티       |
| 발린타왁                                    | Balintawak                    | 1.870         | 1.870         | EDSA 버스웨이, 버스: 3, 20, 21, 22                            | 케손 시티       |
| 모누멘토                                    | Monumento                     | 2.250         | 4.120         | EDSA 버스웨이, 버스: 1, 2, 3, 17, 20, 21, 22                  | 칼로오칸        |
| 5번로 (피프트 애비뉴)                       | 5th Avenue                    | 1.087         | 5.207         | 버스: 2, 17                                                   | 칼로오칸        |
| 아르 파파                                   | R. Papa                       | 0.954         | 6.161         | 버스: 17                                                      | 마닐라          |
| 아바드 산토스                               | Abad Santos                   | 0.660         | 6.821         | 버스: 17                                                      | 마닐라          |
| 블루멘트리트                                | Blumentritt                   | 0.927         | 7.748         | PNR PNR 메트로 커뮤터 라인, 버스: 17                          | 마닐라          |
| 타유만                                      | Tayuman                       | 0.671         | 8.419         | 버스: 17                                                      | 마닐라          |
| 밤방                                        | Bambang                       | 0.618         | 9.037         | 버스: 17                                                      | 마닐라          |
| 도로테오 호세                               | Doroteo Jose                  | 0.648         | 9.685         | 2 LRT 2호선 (렉토), 버스: 10, 17                              | 마닐라          |
| 카리에도                                    | Carriedo                      | 0.685         | 10.370        | 버스: 6, 17                                                   | 마닐라          |
| 센트럴 터미널                               | Central Terminal              | 0.725         | 11.095        | 버스: 6, 17                                                   | 마닐라          |
| 유엔                                        | United Nations                | 1.214         | 12.309        | 버스: 6, 17                                                   | 마닐라          |
| 페드로 힐                                   | Pedro Gil                     | 0.754         | 13.063        | 버스: 6, 17                                                   | 마닐라          |
| 키리노                                      | Quirino                       | 0.794         | 13.857        | 버스: 6, 17                                                   | 마닐라          |
| 비토 크루스                                 | Vito Cruz                     | 0.827         | 14.684        | 버스: 6, 17                                                   | 마닐라          |
| 힐 푸야트                                   | Gil Puyat                     | 1.061         | 15.745        | 버스: 6, 13, 17                                               | 파사이          |
| 리베르타드                                  | Libertad                      | 0.730         | 16.475        | 버스: 6, 17                                                   | 파사이          |
| 에드사                                      | EDSA                          | 1.010         | 17.485        | 3 MRT 3호선 (태프트 애비뉴), 버스: 6, 17, 18                  | 파사이          |
| 바클라란                                    | Baclaran                      | 0.588         | 18.073        | —                                                             | 파사이          |
| 리뎀프토리스트                              | Redemptorist                  | 0.869         | 18.942        | —                                                             | 파라냐케        |
| 마닐라 국제공항                             | Manila International Airport  | 1.303         | 20.245        | —                                                             | 파라냐케        |
| 아시아월드                                  | Asia World                    | 1.141         | 21.386        | PITX, EDSA 버스웨이, 버스: 2, 18, 23, 24, 26, 27, 28, 29, 30  | 파라냐케        |
| 니노이 아키노                               | Ninoy Aquino                  | 1.393         | 22.779        | —                                                             | 파라냐케        |
| 닥터산토스                                  | Dr. Santos                    | 1.646         | 24.425        | —                                                             | 파라냐케        |
| 라스피냐스                                  | Las Piñas                     | —             | —             | —                                                             | 라스피냐스      |
| 사포테                                      | Zapote                        | —             | —             | —                                                             | 카비테주 바코르 |
| 니오그                                      | Niog                          | —             | —             | —                                                             | 카비테주 바코르 |
| 기울임꼴: 건설중이거나 취소된 역 또는 노선. |                               |               |               |                                                               |                 |

## 철도 차량
역사상 다양한 단계의 노선은 2량, 3량, 4량 열차의 다양한 구성을 사용해 왔다. 2량 열차는 원래 1세대 BN과 ACEC 열차이다. 일부 2량 열차는 여전히 운행 중이지만, 대부분은 3량 열차로 개조되었다. 4량 열차는 현대정공·Adtranz(1100호대)와 긴키차량/닛폰차량(1200호대)의 현대식 2세대 전동차다.  이 노선을 운행하는 철도 차량은 총 139대로, 이 중 63대가 1세대, 28대가 2세대, 48대가 3세대이다. 한 대(1037호)는 리잘 데이 폭탄 테러로 심각한 손상을 입었고, 이후 폐차되었다. 이들 차량의 최고 속도는 시속 80km이지만 현재 40~60km의 안전한 속도로 주행하고 있다.
이 노선의 차량은 증가하는 승객 수에 대처하기 위해 현대화되고 있다. 1999 년에 완료된 용량 확장 프로그램의 초기 단계에서, 4량 2세대 열차 7
대가 취역되어 1,350명의 승객을 수용할 수 있게 된 한편, 748명의 승객을 수용할 수 있는 원래 2량 열차는 1,122명의 승객을 수용할 수 있는 3량 열차로 개조되었다.
이번 인수로 이 노선에 최초의 에어컨 열차가 도입되었다.  초기의 철도 차량은 냉방장치가 없는 것으로 악명이 높았고, 대신 냉각을 위해 강제 통풍 지붕 환기에 의존했다. 불행히도 이로 인해 덥고 답답한 승차감이 생겼다. 이 문제는 2001 년에 완료된 예비 재활 프로그램을 통해 오래된 철도 차량에 냉방장치를 설치할 수있게 되면서 더욱 완전하게 해결되었다. 2004년 6월까지, 모든 황색선 열차에 냥방장치가 가동되었다.
황색선 2단계 연장의 일환으로 2006년 3분기에 마닐라 트렌 컨소시엄이 제공하고 긴키 차량이 일본에서 제작한 12대의 새로운 열차가 선적되어 2007년 1분기에 운행을 시작했다. 새로운 냉방 열차는 노선 수용능력을 편도 시간당 27,000명에서 40,000명으로 늘렸다.
최근에 기존의 열차 편성은 차체 문제를 해결하고 미적 측면에서 최신 열차와 동등하기 위해 차체 재도장 및 수리를 받고 있다. 그러나 현재 대부분의 2세대 열차는 에어컨과 추진 문제 등 다양한 문제로 인해 운행되지 않고 있으며, 현재 광범위한 재활 프로그램의 대상이 되고 있다. 재활은 새로운 트랙션 컨트롤러와 모터로 2세대 차량을 부활시키는 결과를 낳았다. 현재 운행되지 않는 3세대 열차의 객차중 4대는 루즈벨트역에서 발생한 열차 충돌 사고에서 발생한 열차 편성이다.
LRMC는 또한 더 이상 시장에서 이용할 수 없는 열차 부품의 생산, 제조, 제조 및 수리를 위한 사내 실험실을 구축했다.
새로운 철도 차량 생산은 JICA와 함께 미쓰비시상사와 제조 파트너 CAF에 수여되며, 캐빗 연장선 운행과 더 많은 승객을 모으기 위해 120량 30대 편성에 649억 페소를 투자했다. 이 편성은 2020년부터 2022년까지 도입된다.
열차 천장 인근에 설치된 여객 지원 철도 시스템(Passenger Assist Railway Display System)은 LCD 화면을 통해 뉴스, 광고, 현재 열차 위치, 도착역 정보를 LCD 화면으로 표시해주며 2호선, 3호선과 함께 열차에 이미 설치되어 있다.
| 철도 차량           | 1세대 | 2세대                                                                     | 3세대                                                                     | 4세대                                                      |
| ------------------- | --- | ------------------------------------------------------------------------- | ------------------------------------------------------------------------- | ---------------------------------------------------------- |
| 사진                | 1세대 3량 차량 (2004) | 2세대 차량 (1999)                                                         | 3세대 차량 (2007)                                                         |                                                            |
| 도입년도            | 1984 | 1999                                                                      | 2007                                                                      | 2023                                                       |
| 제조사              | 라 브뤼주아즈 에 니벨 / 아틀리에 드 컨스트럭션 일렉트리크 드 샤를루아 | 현대정공 / ADtranz                                                        | 긴키 차량 / 닛폰차량제조                                                  | 미쓰비시 중공업 / 콘스트룩시온스 이 옥실라르 데 페로카릴스 |
| 유형                | 1000호대 | 1100호대                                                                  | 1200호대                                                                  | 1300호대                                                   |
| 제조대수            | 64대 제조, 41대 운행, 15대 대기, 8대 운행중단 | 28대 제조, 20대 운행, 8대 대기, 개선중                                    | 48대 제조, 44대 운행, 4대 대기                                            | 120대 납품, 4량 편성 30대 제조                             |
| 열차 형태           | 8축 (4대차) 강체 | 6축 (3대차) 강체                                                          | 8축 (4대차) 강체                                                          |                                                            |
| 전장                | 29280 mm | 26500 mm (연결기 있는 MC차), 26350 mm (건넘방지/반영구 연결기가 있는 M차) | 26500 mm (연결기 있는 MC차), 26350 mm (건넘방지/반영구 연결기가 있는 M차) |                                                            |
| 전폭                | 2500 mm | 2590 mm                                                                   | 2590 mm                                                                   |                                                            |
| 전고(궤도상단 기준) | 3525 mm | 3740 mm                                                                   | 3910 mm                                                                   |                                                            |
| 편성도              | MC-MC 59590 mm (2량) 89370 mm MC-MC-MC (3량) | MC-M-M-MC 105700 mm (4량) MC-M-MC 79350 mm (3량) MC-MC 53000 mm (2량)     | MC-M-M-MC 105700 mm (4량) MC-M-MC 79350 mm (3량) MC-MC 53000 mm (2량)     | MC-M-M-MC (4량)                                            |
| 관절                | Double | Single                                                                    | Single                                                                    | Single                                                     |
| 차량 정원           | 748 ~ 1,122명 (좌석 81명, 입석 293명) | 1,358명 (320명, 입석 1038명)                                              | 1,388명 (272명, 입석 1116명(m²당 7명))                                    | 좌석 276명(m²당 7명) (아직 입석수에 대한 정보없음)         |
| 출입문              | 폭 1400 mm, 플러그식, 측면당 5개 | 폭 1500 mm x 높이 1900 mm, 내부 슬라이딩식, 측면당 4개                    | 폭 1500 mm x 높이 1900 mm, 내부 슬라이딩식, 측면당 4개                    | 내부 슬라이딩식; 측면당 4개                                |
| 제어방식            | 직류 218 Kw 초퍼 제어 x 1 | 교류 125 kW VVVF 제어 (회생 포함) x 2                                     | 교류 105 kW VVVF 제어 (회생 포함) x 2                                     |                                                            |
| 견인력              | 750 V DC OCS, 팬터그래프 전원연결 | 750 V DC OCS, 팬터그래프 전원연결                                         | 750 V DC OCS, 팬터그래프 전원연결                                         | 750 V DC OCS, 팬터그래프 전원연결                          |
| 차체 재질           | BI 시트 | 스테인리스 스틸                                                           | 스테인리스 스틸                                                           | 스테인리스 스틸                                            |
| 냉방                | 강제환기 (2003년 이전 개조) 12대 객차 에어컨, 루프 장착 덕트 유형, 5대 객차 (교체) 에어컨 및 강제환기 돔 에어 벤트 파워쿨 BR26 브라운, 어드벤트 AC135 RV 에어컨 캡 1대 객차 (공기 방지) (교체) 루프 장착 덕트 유형 1대 객차 (BR26) & 4대 객차(교체) | 에어컨, 루프 장착 덕트 유형, 2대 객차                                     | 에어컨, 루프 장착 덕트 유형, 2대 객차                                     | 에어컨                                                     |
| 현재 상황           | 운행중(2003~2004년 개조) - 2016년~현재 2019년~현재 | 운행중                                                                    | 운행중                                                                    | 도입예정                                                   |

## 이용객 수
이 노선의 이용객 수는 열차 수가 증가함에 따라 승객의 대기시간이 5분에서 2~3.5분으로 줄면서, 매일 30만 명에서 50만명까지 도달하였고, 매달 1,463만명이 승객이 이용하였으며, 2021년에 완공될 예정인 카비테 연장에 따라 노선 탑승객의 수를 80만 명으로 늘릴 계획이 있다.

## 참고
1. ↑  “보관된 사본”. 2019년 3월 8일에 원본 문서에서 보존된 문서. 2019년 3월 7일에 확인함.
2. ↑  “보관된 사본”. 2019년 3월 8일에 원본 문서에서 보존된 문서. 2019년 3월 7일에 확인함.
3. ↑  “Lines 1 and 2 Route Map”. Light Rail Transit Authority. 2014년 5월 28일에 원본 문서에서 보존된 문서. 2014년 6월 10일에 확인함.
4. 1 2 3  The Line 1 Capacity Expansion Project (Phase I) 보관됨 2006-05-17 - 웨이백 머신. [ca. 2003]. Light Rail Transit Authority. Retrieved April 7, 2006.
5. 1 2  Kinki Sharyo. [ca. 2010]. Light Rail Transit Authority, Manila Philippines, Light Rail Vehicle 보관됨 2015-03-07 - 웨이백 머신. Retrieved March 8, 2010 from the Kinki Sharyo Website.
6. ↑  “Light Rail Transit Authority Annual Report 2006” (PDF). Light Rail Transit Authority. Planning Department/MIS Division. 2007. 18–20쪽. 2008년 7월 8일에 원본 문서 (pdf)에서 보존된 문서. 2010년 1월 15일에 확인함.
7. ↑  “List of the entire fleet of light rail vehicles of Line 1 and trainsets of Line 2 with other details”. 《eFreedom of Information》. Government of the Philippines. 2017년 2월 27일에 확인함.
8. ↑  Razon, Evangeline M. (June 1998). “The Manila LRT System” (PDF). 《Japan Railway and Transport Review》 16: 38–39. August 24, 2009에 원본 문서 (pdf)에서 보존된 문서. December 15, 2009에 확인함.
9. ↑  Otaki, Tsutomu (2007). “The Commissioning – In Case of a Project in Manila” (PDF). 《KS World》 (Kinki Sharyo) 14: 12–13. 2012년 3월 28일에 원본 문서 (pdf)에서 보존된 문서. 2010년 1월 15일에 확인함.
10. ↑  Ronda, Rainier Allan. (2003년 8월 15일). “No More 'Sweaty' Rides”. 《The Philippine Star》. 2010년 1월 23일에 확인함.
11. ↑  The Line 1 Rehabilitation I Project Phase 3 – Rolling Stock Rehabilitation 보관됨 2013-05-22 - 웨이백 머신. [ca. 2010]. Light Rail Transit Authority. Retrieved January 19, 2010.
12. ↑  Varella, Benjie. (2003년 9월 26일). “Line 1 to have all air-conditioned trains by April”. 《The Manila Times》. 2005년 4월 15일에 원본 문서에서 보존된 문서. 2006년 4월 7일에 확인함.
13. 1 2  “LRT Line 1 Capacity Expansion Project (Phase II): Package B”. Light Rail Transit Authority. 2013년 5월 22일에 원본 문서에서 보존된 문서. 2014년 6월 11일에 확인함. Retrieved April 7, 2006 from the LRTA Website.
14. ↑  “3rd Generation LRV Mock Up on Display”. Light Rail Transit Authority. 2006년 3월 9일. 2006년 4월 24일에 원본 문서에서 보존된 문서. 2006년 4월 7일에 확인함.
15. ↑  Olchondra, Riza T. (December 7, 2006). "'3G' trains to serve LRTA riders Dec. 11: More comfortable, safer rides assured for commuter 보관됨 2013-02-22 - archive.today". Philippine Daily Inquirer. Retrieved February 7, 2010.
16. ↑  http://business.inquirer.net/246361/lrmc-signs-p450-m-deal-train-rehab-upgrade
17. ↑  https://business.inquirer.net/241116/lrt-1-get-new-train-cars-japans-mitsubishi
18. ↑  “보관된 사본”. 2018년 9월 12일에 원본 문서에서 보존된 문서. 2022년 8월 14일에 확인함.
19. ↑  http://ppp.gov.ph/wp-content/uploads/2012/05/LRT1_CavExt_PIM_04Jun2012.pdf
20. ↑  “CAF TO SUPPLY 30 LRVS TO MANILA (THE PHILIPPINES)”. 《Construcciones y Auxiliar de Ferrocarriles》. 2019년 5월 19일에 확인함.
21. ↑  “MANILA LINE 1 LRV”. 《Construcciones y Auxiliar de Ferrocarriles》. 2019년 5월 19일에 확인함.
22. ↑  https://www.philstar.com/business/2018/09/23/1853755/lrt-1-posts-record-1463-million-ridership-august
23. ↑  https://businessmirror.com.ph/lrmc-sees-lrt-1-passengers-increasing-by-75-in-2021/
24. ↑  https://www.philstar.com/business/2018/09/23/1853755/lrt-1-posts-record-1463-million-ridership-august
25. ↑  https://businessmirror.com.ph/lrmc-sees-lrt-1-passengers-increasing-by-75-in-2021/